# 使徒
使徒（しと）は、狭義にはイエス・キリストの12人の高弟を指すが、それに近い弟子（パウロ、七十門徒など）にもこの語が用いられることがある。原義は、重要な役割を果たしたキリスト教の宣教者（「神から遣わされた者」）および、その宣教者の総称である。
原語のギリシア語は ἀπόστολος (apostolos) で、「遣わされた者」である。転じて「使者」「使節」をも指す。このギリシア語は、キリスト教文書以外にも出てくるものであるが、キリスト教文書の日本語訳の際だけ「使徒」という専門語を当てて訳すため、両者の単語間には齟齬がある。この点では、他の西洋語も、ギリシア語の形を踏襲しているものの、事情はさして変わらない（羅: apostolus、仏: apôtre、独: Apostel、英: apostleなど）。なお、「使徒」という訳語は、漢訳聖書から継いだものである。
また、イスラム教においては、ラスール（rasūl, رسول）という語が同じく「使者」の意であり、キリスト教の使徒と似た意味に用いられて、訳語として「apostle」や「使徒」があてられている。

## キリスト教における使徒

### 狭義
新約聖書では、ἀπόστολος の語は（複数形 ἀπόστολοι も含めて）、「マルコによる福音書」、「マタイによる福音書」、「ルカによる福音書」、「使徒言行録」、パウロ書簡、「ヘブライ書」、ペトロ書、「ユダ書」、「ヨハネの黙示録」に用いられている。このうち、「マルコ」と、「マタイ」、「ヘブライ書」は文脈上、この単語を単に「派遣されたもの」または「使者」という意味で用いている。他の文書では、ἀπόστολος は、固有名詞的に、何か権威ある称号のようなもの（日本語訳でいう「使徒」）として使われている。近代批評学では「原始キリスト教」において、「使徒」がどのような定義をもつ語として用いられていたのか、その詳細はよくわからないとされる。
ルカ（の著者）の十二使徒観ははっきりとしている。ルカ文書（ルカ福音書と使徒言行録）によれば、「十二使徒」とは、最初にイエスによって選ばれた12人の弟子集団である。旧約時代の神の民・イスラエルの12部族との関連で、12人という枠は維持すべきもので、十二使徒の成員の条件としては、イエスの復活の証人であり、またイエスと生前をともにした者でなければならない。またルカははっきりとパウロを使徒と認めている
さらに、パウロ書簡は、使徒の基準を伝えている。パウロ書簡による使徒の定義は、復活した主イエスの証人であること主イエスに使徒として召されたことである。重要な点として、パウロは「使徒」としての権威を強調していることが挙げられる。このパウロの使徒としての権威は、使徒ペトロも認めている。次に、パウロは、使徒は12人（あるいは、自身を含めて13人）に限定していない。
近代批評学では、パウロがルカと同じく、主の兄弟ヤコブを「使徒」とは呼ばないことにも、「使徒」の定義の謎が残るとされる。エルサレム教会の権威が失墜した時期以降、恐らく「使徒」の厳しい定義も消えていったと考えられる。
正教会やカトリック教会は、パウロを「使徒」と呼んで崇敬し、それは現代にまで至る。

## 十二使徒
前述のように、「十二使徒」は極めてルカ的概念である。ただし、ルカは「十二使徒」という言葉そのものは用いていない。新約中、この言い方は、「ヨハネ黙示録」21章14節のみである（マタイ10章2節については、前述の通り）。
新約聖書内では、ルカ福音書と使徒言行録を除いては、使徒を12人に限定していないが、イエスの高弟である「十二人」( δώδεκα) については、幾つかの文書に記されている。彼らは、イエスから悪霊を払うための権能を授けられたという。12という数字は、イスラエルの12部族に対応するものと思われる。「十二人」のすべての名は、「マルコ福音書」に記されており、「マタイ」、「ルカ」、「使徒言行録」は、これを写したものである。「ヨハネによる福音書」には、「十二人」の存在は語られるが、内数人のみの名が挙げられている。他に、「第1コリント書」、「ヨハネの黙示録」など。使徒言行録によれば、イスカリオテのユダによる欠員をマティアで埋めたという。福音書によって構成員の名前が異なること、ほとんど言及されない人物もいること（後掲の表参照）から、イエス時代の史実でないと考える研究者もいる。
今日、一般的な「十二使徒」という概念はルカに準拠した上で「正統派」教会においてドグマ化し、ペテロ、アンデレ、大ヤコブ、ヨハネ、フィリポ、バルトロマイ、トマス、マタイ、小ヤコブ、シモン、タダイのユダ、イスカリオテのユダの12名が広く定着した。
以下に福音書その他の版を示す。
| マルコ                  | マタイ                 | ルカ                        | 使徒言行録        | ヨハネ                       |
| ----------------------- | ---------------------- | --------------------------- | ----------------- | ---------------------------- |
| シモン・ペトロ(B1)      | シモン・ペトロ(B1)     | シモン・ペトロ(B1)          | ペトロ            | ヨハネの子シモン・ペトロ(B1) |
| ゼベダイの子ヤコブ(B2)  | ゼベダイの子ヤコブ(B2) | ゼベダイの子ヤコブ          | ヤコブ(B2)        | ゼベダイの子たち(!)(?)       |
| ヨハネ(B2)              | ヨハネ(B2)             | ヨハネ                      | ヨハネ(B2)        | イエスに愛された弟子(?)      |
| アンデレ(B1)            | アンデレ(B1)           | アンデレ(B1)(!)             | アンデレ(!)       | アンデレ(B1)                 |
| フィリポ(!)             | フィリポ(!)            | フィリポ(!)                 | フィリポ(?)       | フィリポ                     |
| バルトロマイ(!)         |                        |                             |                   |                              |
|                         |                        |                             |                   | ナタナエル                   |
| マタイ(!)               | 徴税人マタイ           | マタイ(!)                   | マタイ(!)         |                              |
| トマス(!)               | トマス(!)              | トマス(!)                   | トマス(!)         | ディディモ・トマス           |
| アルファイの子ヤコブ(!) |                        |                             |                   |                              |
| タダイ(!)               |                        |                             |                   |                              |
|                         |                        | ヤコブの子ユダ(!)           | ヤコブの子ユダ(!) | (イスカリオテでない)ユダ     |
| 熱心者のシモン(!)       | 熱心者のシモン(!)      | 熱心党員と呼ばれたシモン(!) | 熱心党のシモン(!) |                              |
| イスカリオテのユダ      | イスカリオテのユダ     | イスカリオテのユダ          | （ユダ）          | イスカリオテのシモンの子ユダ |
|                         |                        |                             | マティア          |                              |

注：
- (B) は兄弟関係を表す。
- (!)は、ただ1回のみの言及。
- (?) は、他の文書内の使徒と同一人物であるかわからないもの。

最後の晩餐 Leonardo da Vinci (1498)、壁画、テンペラ 420 x 910 cm
レオナルド・ダ・ヴィンチによる「最後の晩餐」における配置は左から以下の通り： バルトロマイ（ナタナエル）、アルファイの子ヤコブ、アンデレ、ユダ、シモン・ペトロ、ヨハネ。イエスを越して、トマス、ゼベダイの子ヤコブ、フィリポ、マタイ、タダイ、熱心党のシモン。

### 広義
ある地域に初めてキリスト教を伝えた人物や、特定地域の宣教に大きな働きを示した人物に、「使徒」の称号を冠することも一般的である。正教会では、これを亜使徒（Equal to the apostles, 使徒に準ずる、あるいは使徒と同等の者の意）と呼ぶ。
例として、東洋の使徒フランシスコ・ザビエルやスラブの使徒、またはスラブの亜使徒キリル（チリロ）とメトディウス（メフォディ）、日本の亜使徒聖ニコライなどがある。

## イスラム教における使徒
イスラム教での使徒（ラスール）とは、ある特定の共同体の中から選ばれ、その共同体に遣わされて、神（アッラーフ）から授かった言葉を伝える使命を啓示された者のことである。
ムスリム（イスラム教徒）にとっては、ムハンマドこそ全人類・全ジンに遣わされた最後の使徒に他ならず、その事実を信じることがイスラム教の根幹のひとつである。そのため、シャハーダやアザーンには「ムハンマドは神の使徒なり」という文言が含まれる。
ムスリムの中には、律法を伝える使命を啓示されている点で使徒を預言者（ナビー）と区別する、すなわち、使徒は預言者に包括されている、という考え方をする人もいるが、一般には「使徒」と「預言者」は同義であるかのように用いられ、ムハンマドは神の使徒とも預言者とも呼ばれている。